# Se Atene piange, Sparta non ride
Se Atene piange, Sparta non ride è un modo di dire italiano.

## Significato
Questa espressione usa le due antiche città greche (Atene e Sparta), note per essersi trovate spesso in conflitto, al fine di affermare che, malgrado le storiche differenze e i lunghi contrasti, qualora una delle due si trovi in una situazione difficile l'altra non ha vita più facile. È evidente dunque come il significato sia estendibile ai rapporti umani e a diverse situazioni di vita quotidiana.

## Origine
Il proverbio trae origine da una citazione dell'opera teatrale Aristodemo di Vincenzo Monti: "Se Messenia piange, Sparta non ride". Tale tragedia si riferiva al periodo della prima guerra messenica, combattutta nell'VIII secolo a.C., durante la quale il re di Messene Aristodemo si distinse per il suo valore. Chi si serve dell'espressione "Se Atene piange, Sparta non ride", si riferisce invece alla condizione delle due città alla fine della guerra del Peloponneso: Sparta, nonostante la sconfitta di Atene, ne uscì pesantemente indebolita sia dal punto di vista militare che economico.